# Diaphorus lividus
Diaphorus lividus är en tvåvingeart som beskrevs av Octave Parent 1941. Diaphorus lividus ingår i släktet Diaphorus och familjen styltflugor.
Artens utbredningsområde är Taiwan. Inga underarter finns listade i Catalogue of Life.